# Mönchengladbach
Mönchengladbach er en kreisfri, tysk by i vestligste del af Nordrhein-Westfalen, blot 30 km fra den hollandske grænse.
Mönchengladbach oversteg i 1921 grænsen til 100.000 indbyggere og havde i 2009 258.251 indbyggere. Byen er hjemsted for fodboldklubben Borussia Mönchengladbach.

## Historie
Fund i området vidner om beboelse i området for omkring 300-400.000 år siden, hvor Homo erectus og Neanderthalere har bosat sig. Fra Stenalderen og Bronzealderen er der talrige gravfund fra gravhøje.
I 974 begynder Mönchengladbachs egentlige historie, da et kloster blev grundlagt i Gladbach. Det var især munke der sørgede for byens gradvise udvikling, men i løbet af det 12. århundrede stødte også håndværkere og småhandlende til. Byen fik stadsrettigheder i 1364/1366 og blev udstyret med bymure. Indtil slutningen af det 18. århundrede hørte byen til hertugdømmet Jülich.
Den 4. oktober 1794 marcherede franske revolutionstropper ind i byen. Senere franske sejre førte til Freden ved Lunéville, der betød at byen faldt ind under fransk overhøjhed. I 1815 blev byen ligesom det mest af den venstre Rhein-bred en del af Preussen. Indtil slutningen af det 19. århundrede hed byen blot Gladbach, hvorefter den skiftede navn til det nuværende.
Det første bombardement i 2. verdenskrig blev indledt den 10. maj 1940. Efter krigen var 65 procent af byen ødelagt.

## Religion
Reformationen kunne i starten få temmelig godt fodfæste i byen, men efterhånden fik det katolske abbedi fjernet protestantismens indflydelse, hvorfor byen i dag hovedsageligt er katolsk. I bydelen Rheydt kunne protestantismen dog bedre sætte sig igennem, og her er de fleste protestanter. 

## Geografi
Mönchengladbach ligger cirka 16 km vestligt for Rhinen. Byen ligger hovedsageligt i fladere land, men i den sydlige del af byen kan man dog støde på større bakker. Det højeste punkt i byen er 133 og det laveste er 35 meter over havet.
Mönchengladbach er omringet af fire motorveje; A46, A52, A57 og A61. Byen har flere jernbanetilslutninger og ligger ikke langt fra Düsseldorfs internationale lufthavn.

## Transport
Mönchengladbach ligger inden for VRR-lokaltrafikdistriktet  og har gode lokale/regionale togforbindelser med S-Bahn og RE-Bahn (standard og ekspress) og har fra 2010 fået InterCity-forbindelse to gange ugentlig.

## Kendte personer fra byen
- Heinz-Harald Frentzen, racerkører
- Hugo Junkers, flyverkonstruktør
- Berti Vogts, tidligere topfodboldspiller og nuværende træner
- Joseph Goebbels, nazistisk propagandaminister